# Куланотпес (река)
Куланотпес — река в Казахстане, протекает по территории Нуринского района Карагандинской области и Коргалжынского района Акмолинской области. Длина 364 км, площадь водосбора 25 900 км². Берёт начало из родников на склонах гор Аймысык и Айгыр-жал, впадает в озеро Тенгиз.
Долина в верхнем течении слабо выражена, с пологими склонами; в нижнем течении чётко выражена, ширина 350—500 м. Русло умеренно извилистое, с чередующимися плёсами и перекатами, ширина 200—250 м. Питание снеговое. Среднегодовой расход воды 3 м³/с (у села Ныгман). Вода мягкая, питьевая. Используется также для водопоя, обводнения пастбищ. Использование водных ресурсов ограничено в связи с необходимостью максимального наполнения озера Тенгиз, расположенного в районе Коргалжынского заповедника.